# 加倉井秋を
加倉井 秋を（かくらい あきを、1909年8月26日 - 1988年6月2日）は、茨城県出身の俳人、建築家。本名は昭夫。日本画家の加倉井和夫は弟。

## 経歴
茨城県出身。東京美術学校（現・東京芸術大学）建築科卒業。建築会社勤務を経て、1970年より武蔵大学教授（美術工芸史）。
俳句は1936年より、「あきを」の号で「馬酔木」に投句。1938年より「秋を」に改めて「若葉」に投句、富安風生に師事する。1941年より「若葉」編集長。1946年、安住敦らと俳句作家懇話会を結成。のちに同人誌「諷詠派」創刊に参加。1948年、「若葉」第一期同人。1955年、愛媛療養所の機関誌であった「冬草」の雑詠選者。1959年より「冬草」を東京に移管し主宰となる。1984年、『風祝』で第24回俳人協会賞受賞。1988年、78歳で死去。墓所は多磨霊園。
代表句に「花茣蓙に母の眼鏡がおいてある」など。口語を生かした独特の発想をもつ句風で「秋を調」とよばれたが、晩年は古典美の追求を経て境涯的な叙情句を作るようになった。

## 著書
句集
- 『胡桃』（白砂書房、1948年）
- 『午後の窓』（琅玕洞、1955年）
- 『欸乃（ふなうた）』（卯辰山文庫、1974年）
- 『隠愛（なびはし）』（卯辰山文庫、1979年）
- 『風祝（かざはふり）』（卯辰山文庫、1984年）

俳書
- 『武蔵野雑記 - 俳句をこう考える』（卯辰山文庫、1974年）

建築書（加倉井昭夫名義）
- 『日本の室内の空間』（主婦と生活社、1968年）
- 『住みよい和風住宅』（編著）（主婦と生活社、1977年）
- 『三鷹の民家』（編）（三鷹市教育委員会、1980年）
- 『現代の床の間』（叢文社、1981年）
- 『三鷹のお寺 - 龍源寺』（編）（三鷹市教育委員会、1982年）

## 関連文献
- 高橋謙二郎 『昭和俳句文学アルバム 加倉井秋をの世界』 梅里書房、1992年